# Cornelius Vanderbilt
Cornelius Vanderbilt (Staten Island, 1794. május 27. – New York, 1877. január 4.) amerikai üzletember, vasút- és hajómágnás, a korabeli Egyesült Államok egyik leggazdagabb embere, a Vanderbilt-család alapítója. Adománya tette lehetővé a róla elnevezett Vanderbilt Egyetem létrehozását.

## Ifjúkora
Cornelius Vanderbilt ükapja, Jan Aertson (vagy Aertszoon) a holland földművelő volt, aki 1650-ben az Utrecht melletti De Bilt faluból szerződéses szolgaként kivándorolt New Yorkba. Szülőfaluja után vette fel a van der Bilt nevet.
Cornelius Vanderbilt 1794. május 27-én született a New York-i Staten Island-en, Cornelius van Derbilt és Phebe Hand gyermekeként. 11 éves korában abbahagyta az iskolát és apja kikötői kompján kezdett dolgozni. 16 évesen megindította a saját kompvállalkozását. Az ehhez szükséges pénz eredetéről több változat is ismert; az egyik szerint anyjától kért kölcsön száz dollárt, hogy egy kétárbócos bárkát vásároljon. Az első, 1853-as életrajza szerint viszont a hajó az apjáé volt és elfelezték a hasznot. Vanderbilt Staten Island és Manhattan között szállított árut és utasokat.
A kompon kívül apjával és más befektetőkkel közösen megvásárolta sógora, John De Forest Charlotte nevű szkúnerét, amivel élelmiszert és egyéb árucikkeket szállítottak. 1817-ben egy Thomas Gibbons nevű hajótulajdonos felfogadta Vanderbiltet New Jersey és New York között közlekedő gőzhajójára kapitánynak. A hajón kívül Vanderbilt hamarosan Gibbons üzleti ügyeit is elkezdte irányítani.
A New York környéki gőzhajózás tagállam által garantált monopóliuma korábban a befolyásos üzletember Robert Livingston és a hajótervező Robert Fulton kezében volt. Bár 1817-re mindketten meghaltak, a monopólium örököseikre szállt, akik Aaron Ogden, korábbi New Jersey-i kormányzóra ruházták át jogukat. Gibbons egy korábbi viszályuk miatt tönkre akarta tenni Ogdent, ezért indította a konkurens hajójáratot, aláígért az árainak és be is perelte a monopólium miatt.
Gibbonsnak dolgozva Vanderbilt megtanulta egy nagy, összetett vállalkozás irányítását. Családjával együtt átköltözött a New Jersey állambeli New Brunswickba, a New York-Philadelphia hajójárat útvonalára, ahol felesége jól jövedelmező fogadót vezetett. Gyorsan beletanult a jogi ügyekbe is, gyakran helyettesítette Gibbonst jogászokkal való tárgyalásain. Vanderbilt felkészült, hogy maga képviselje a cég ügyét a Legfelsőbb Bíróságon, de fellépésére nem került sor, mert még előtte a bíróság úgy döntött, hogy tagállam nem szabályozhatja az államközi kereskedelmet és nincs joga monopóliumot adni rá.

## Hajózási vállalkozóként

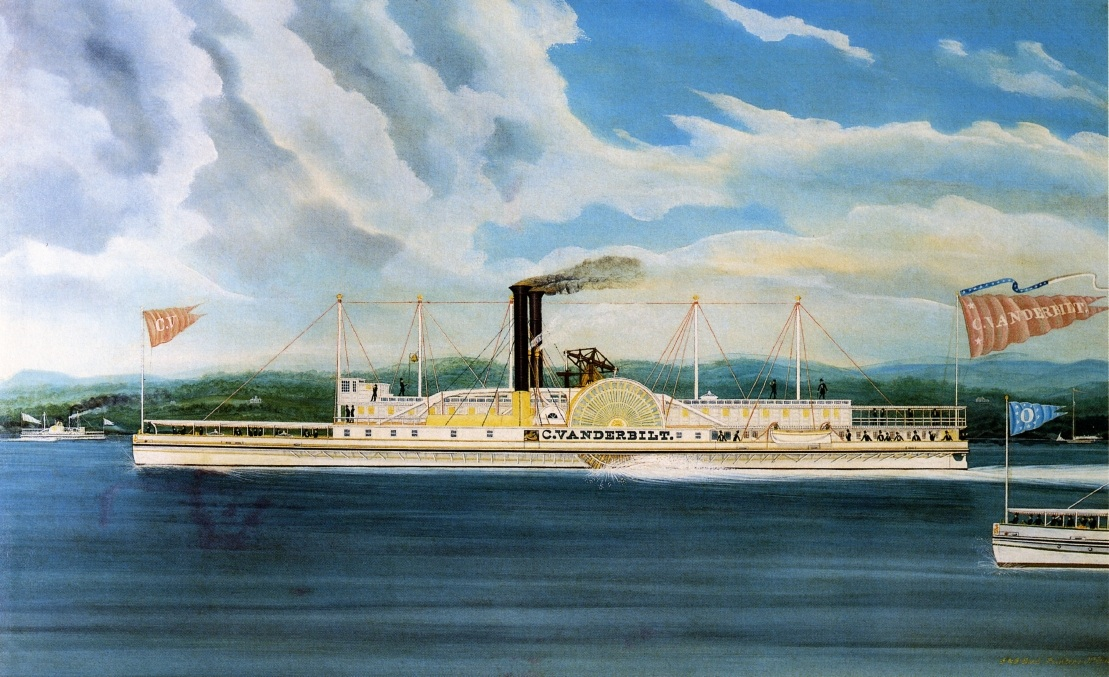
A C. Vanderbilt folyami gőzhajó (James Bard képe, 1847)

1826-ban Thomas Gibbons meghalt és Vanderbilt a fiának, Williamnak dolgozott tovább, egészen 1829-ig. Korábban is megtartotta saját hajósvállalkozását, innentől pedig teljesen önállóvá vált. New Yorkból fokozatosan egyre több vonalat indított, átvette Gibbons New Jersey-i járatát és hajókat indított a Long Island Sound öblébe. 1831-ben átvette Jacob fivére peekskilli járatát a Hudson alsó folyásán.
1833. november 8-án Vanderbilt egy vasúti balesetben eltörte a lábát (a vonaton utazott John Quincy Adams, korábbi elnök is) és megfogadta, hogy soha többé nem ül vonatra. A fogadalmát nem tartotta be.
1834-ben a New York és Albany között közlekedő, addig monopolhelyzetben levő járattal kezdett versengeni, nagy reklámkampányt indítva. Az év végén a járat tulajdonosai nagy összeget fizettek neki, hogy hajóit inkább a Long Island Soundba irányítsa.
1830-as években az ipari forradalom elért az Egyesült Államokba és Új-Angliában nagyszámú textilüzem épült. A korai amerikai vasútvonalak egy része Bostont kötötte össze a Long Island Sounddal, ahonnan gőzhajók vitték tovább az árut New Yorkba. Az évtized végére Vanderbilt kezében volt a hajóforgalom nagy része és elkezdett érdeklődni az összekötő vasútvonalak iránt is. Az 1840-es években kiszemelte a legmegfelelőbbet, a New York, Providence and Boston Railroad társaságot (vagy ahogyan röviden emlegették a Stoningtont). Lenyomta az árakat a konkurens szállító vonalakon amivel estek a Stonington részvényei és 1847-re többségi részvénycsomagot szerzett. Ez volt az első vasúttársasága, ami mellé a későbbiekben még sok másikat is szerzett.
Emellett Manhattanen és Staten Islanden kiterjedt ingatlanokat vásárolt és 1838-ban teljesen felvásárolta a Staten Islandi kompszolgálatot. Az 1830-as években ragadt rá a "commodore" (sorhajókapitány) melléknév, ami az akkori amerikai flotta legmagasabb rangja volt. Más hajózási vállalkozókat is szólítottak így, de az 1840-es évek végén már egyedül csak Vanderbiltet hívták ezen a néven.

## A nicaraguai vállalkozás

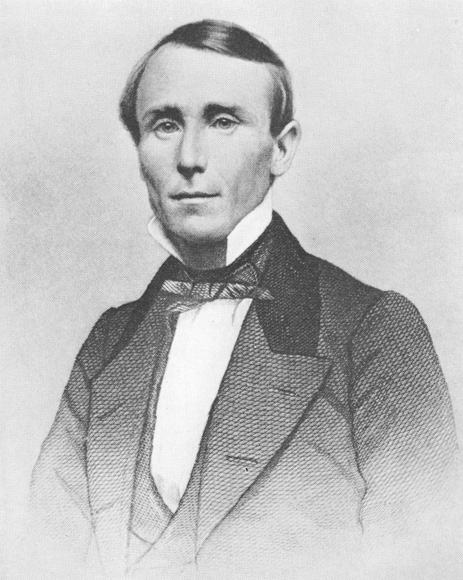
William Walker

1849-ben kitört a kaliforniai aranyláz, Vanderbilt pedig a helyi hajószállítmányozásról átváltott az óceáni járatokra. Az utasok és az aranyszállítmányok ekkoriban lehajóztak Panamáig, ahol átkeltek a földszoroson (hamarosan megépült a panamai vasút is) és szintén hajóval folytatták útjukat Kaliforniába vagy a keleti partra. Vanderbilt egy alternatív, Nicaraguát átszelő útvonalat javasolt, ahol miután a San Juan-folyón és a Nicaragua-tavon végighajóztak, alig kellett nagyobb utat megtenni szárazföldön mint Panamában és közelebb is volt az Egyesült Államokhoz. Felvetette egy nicaraguai csatorna ötletét, de nem sikerült elég tőkét szereznie hozzá. Ehelyett gőzhajójáratot indított az országba és megalapította az Accessory Transit Companyt (ATC) a hajón és tavon való szállítmányozásra.
1852-ben viszályba keveredett ATC-beli üzlettársával, Joseph L. White-tal, ami során Vanderbilt kényszerítette a társaságot, hogy a hajóit emelt áron vásárolja meg tőle. 1853 elején Vanderbilt családjával európai körutat tett gőzjachtján, és ezt kihasználva White szövetséget kötött Charles Morgan hajóvállalkozóval Vanderbilt ellen és megtagadták az ATC révén neki járó összeg kifizetését. Vanderbilt híres levelében így válaszolt nekik: "Uraim: Önök arra vállalkoztak, hogy becsapjanak. Nem fogom beperelni Önöket, mert a törvény túlságosan is lassú. Tönkreteszem Önöket. Tisztelettel, Cornelius Vanderbilt". Konkurens útvonalat szervezett Kaliforniába és addig ígért az ATC árai alá, míg vetélytársai hajlandóak voltak kifizetni a neki járó összeget.
1855-ben egy amerikai kalandor, William Walker vette át a hatalmat Nicaraguában. Egy társa, Edmund Randolph rábeszélte, hogy vonja vissza az ATC szállítási jogait és adja át neki. Vanderbilt hiába próbált támogatást szerezni az amerikai és brit kormánynál cége tulajdonának és jogainak visszaszerzéséhez. Ezért Costa Rica kormányához fordult, amely (más közép-amerikai kormányokkal együtt) aggódva figyelte az amerikaiak hatalomátvételét szomszédjában. Hamarosan kitört a háború, Vanderbilt ügynöke pedig egy rajtaütéssel elfoglalta korábbi gőzhajóikat a San Juan-folyón, amivel Walkert is elvágta az USA-ból érkező utánpótlásától. Walker végül kapitulált és amerikai segítséggel megszökött az országból. Azonban az új nicaraguai kormány sem adta meg Vanderbiltnek korábbi szállítmányozásai jogosultságát, ezért ő átirányította járatait Panamába, ahol a kaliforniai útvonalon hamarosan monopóliumot szerzett.
1861-ben kitört az amerikai polgárháború, Vanderbilt pedig felajánlotta legnagyobb gőzhajóját, a Vanderbiltet az Unió flottájának. A flottaparancsnok azonban visszautasította, mert úgy vélte hogy túlságosan drága lenne a hajó fenntartása a küszöbön álló, gyorsan véget érő háborúban. A Hampton Roads-i tengeri csata után (ahol a CSS Virginia két északi hajót elsüllyesztett, egyet pedig megrongált) azonban maga Lincoln elnök kérte az üzletember segítségét. A Vanderbiltet cirkálóvá alakították és segített a Virginia sarokba szorításában (amit a saját legénysége felrobbantott, hogy ne kerüljön jenki kézre), utána pedig az Atlanti-óceánon járőrözött.

## A vasútbirodalom

### Harlemi vasút
A kaliforniai aranyláz idején Vanderbilt lemondott elnökségéről a Stonington vasútnál, de az 1850-es években több vasúttársaság részvényeiből is vásárolt és helyet foglalt az Erie Railway, a Central Railroad of New Jersey, a Hartford and New Haven és a New York and Harlem Railroad igazgatótanácsában. 1863-ban tőzsdei manipulációval átvette az irányítást a harlemi vasút fölött, későbbi állítása szerint csak azért, hogy bebizonyítsa milyen lehetőségek rejlenek a korábban értéktelennek talált vállalatban. A harlemi vasút fő előnye az volt, hogy csak az ő sínjei vezettek be Manhattan közepére. Vanderbilt legidősebb fiát, Billyt tette meg a társaság alelnökévé. Billynek korábban idegösszeomlása is volt, és sokáig egy farmon lábadozott. Ennek ellenére jó üzletembernek mutatkozott és apja a Staten Island Railway élére állította, később pedig ő volt a teljes vasútbirodalom üzemeltetési menedzsere. Vanderbilt 1864-ben el is adta valamennyi hajóját és a későbbiekben a vasútra koncentrált.

### A New York Central és a Hudson River Railroad

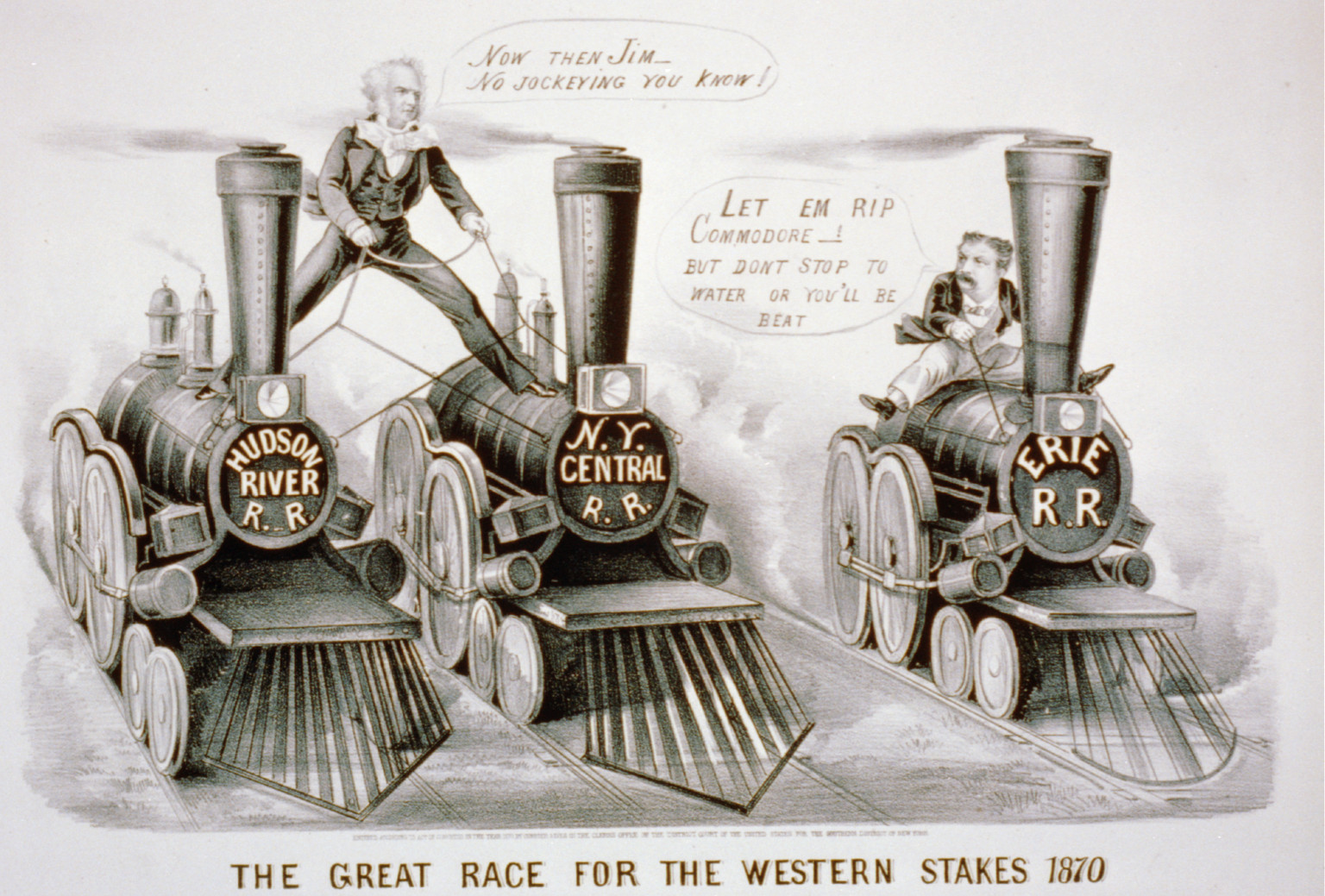
Harc az Erie Railwayért

A harlemi vasút felvásárlása után Vanderbiltnek problémái adódtak vonalainak kapcsolódásaival. A viszályokat sorra megnyerte, 1864-ben megvette a Hudson River Railroad többségi tulajdonát; 1867-ben a New York Central Railroad, 1869-ben pedig a Lake Shore és a Michigan Southern Railway következett. Megvette a Canada Southernt is. 1870-ben egyesítette két legfontosabb társaságát, létrehozva a New York Central and Hudson River Railroad céget, az amerikai gazdaságtörténet egyik legelső óriásvállalatát.

### Az Erie Railway
1866-ban Vanderbilt tőzsdemanipulációkkal többségi részvénycsomagot szerzett az Erie Railway-nél, de kibékült a korábbi vezetővel, Daniel Drew-val és megtette pénztárnoknak. Drew 68-ban behozta az igazgatóságba a két hírhedt tőzsdei "rablólovagot", Jay Gouldot és James Fisk Jr.-t, utána pedig illegális részvénykibocsátással lenyomták a részvények értékét. Vanderbilt része hirtelen 7 millió dollárt veszített az értékéből, aminek egy részét perrel fenyegetőzve visszakapta ugyan, de elvesztette ellenőrzését a vállalat fölött.

## Halála és öröksége

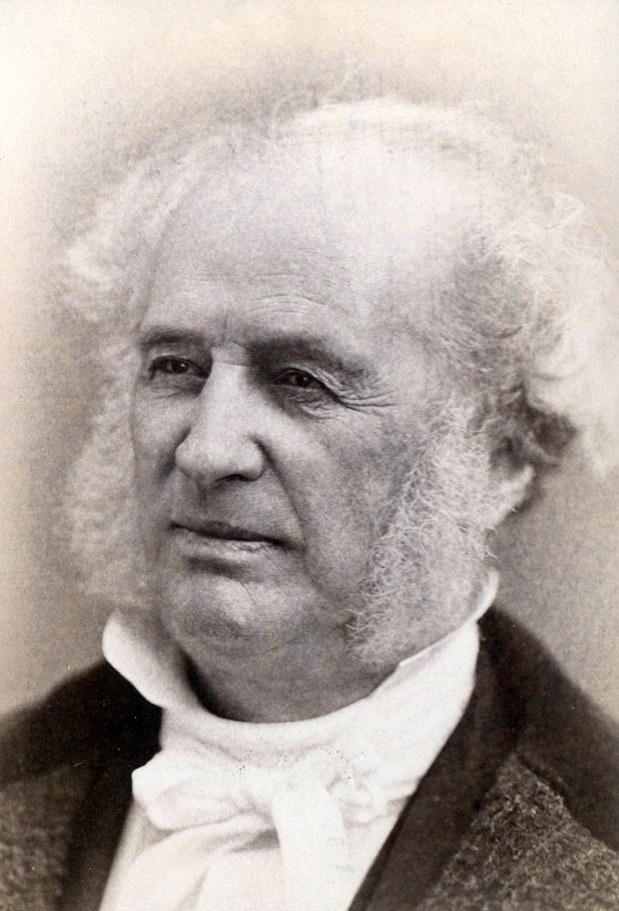
Az idős Cornelius Vanderbilt

1868-ban meghalt felesége, Sophia. A következő évben feleségül vette a vele rokonságban levő és 45 évvel fiatalabb, harmincéves Frank Armstrong Crawfordot. Új felesége rávette, hogy egymillió dollárral – az amerikai történelem addigi legnagyobb jótékonysági adományával – támogassa egy új egyetem létrehozását, amit aztán róla Vanderbilt Egyetemnek neveztek el. 50 000 dollárért új templomot is építtetett metodista felesége gyülekezetének.
Cornelius Vanderbilt nyolc hónapos ágyhoz kötöttség után 1877. január 4-én halt meg. A halál hivatalos oka krónikus betegségei okozta szenvedés miatti kimerülés volt. Halálakor vagyonát 100 millió dollárra becsülték. Végrendeletében vagyona 95%-át William (Billy) fiára és annak fiaira hagyta. Korábban már kijelentette, hogy fiai közül csak William képes birodalmának fenntartására. Lányaira 250-500 ezer dollárt, feleségére félmilliót hagyott. Semmirekellőnek tartott fiatalabb fiának, Cornelius Jeremiah Vanderbiltnek egy 200 ezres alap jövedelmeit hagyományozta. Cornelius Jeremiah és három lány megtámadta a végrendeletet, arra hivatkozva, hogy apjuk nem volt beszámítható és Billy, valamint spiritiszta tanácsadói befolyása alatt volt. Billy megnyerte a pert, de utána megnövelte testvérei részét és kifizette perköltségüket is.
Az epilepsziában szenvedő Cornelius Jeremiah 1882-ben öngyilkos lett. Vanderbilt harmadik fia, George Washington még a polgárháború idején hunyt el betegség következtében.
Mai becslés szerint Vanderbilt vagyona ma 143 milliárdot érne, ha részarányát az 1877-es amerikai GDP-ből a 2007-es GDP-re vonatkoztatnák. Ilyen számítással az USA történetének második leggazdagabb embere volt az olajmágnás John D. Rockefeller után.

## Családja
Vanderbilt 1813. december 19-én vette feleségül unokatestvérét (anyai nagynénje lányát), Sophia Johnsont (1795–1868). Házasságukból tizenhárom gyerek született.

## Fordítás
- Ez a szócikk részben vagy egészben  a   Cornelius Vanderbilt című angol Wikipédia-szócikk ezen változatának fordításán alapul.  Az eredeti cikk szerkesztőit annak laptörténete sorolja fel. Ez a jelzés csupán a megfogalmazás eredetét és a szerzői jogokat jelzi, nem szolgál a cikkben szereplő információk forrásmegjelöléseként.